# Xã Beaver, Quận Buffalo, Nebraska
Xã Beaver (tiếng Anh: Beaver Township) là một xã thuộc quận Buffalo, tiểu bang Nebraska, Hoa Kỳ. Năm 2010, dân số của xã này là 179 người.